# Johann II. (Henneberg-Schleusingen)

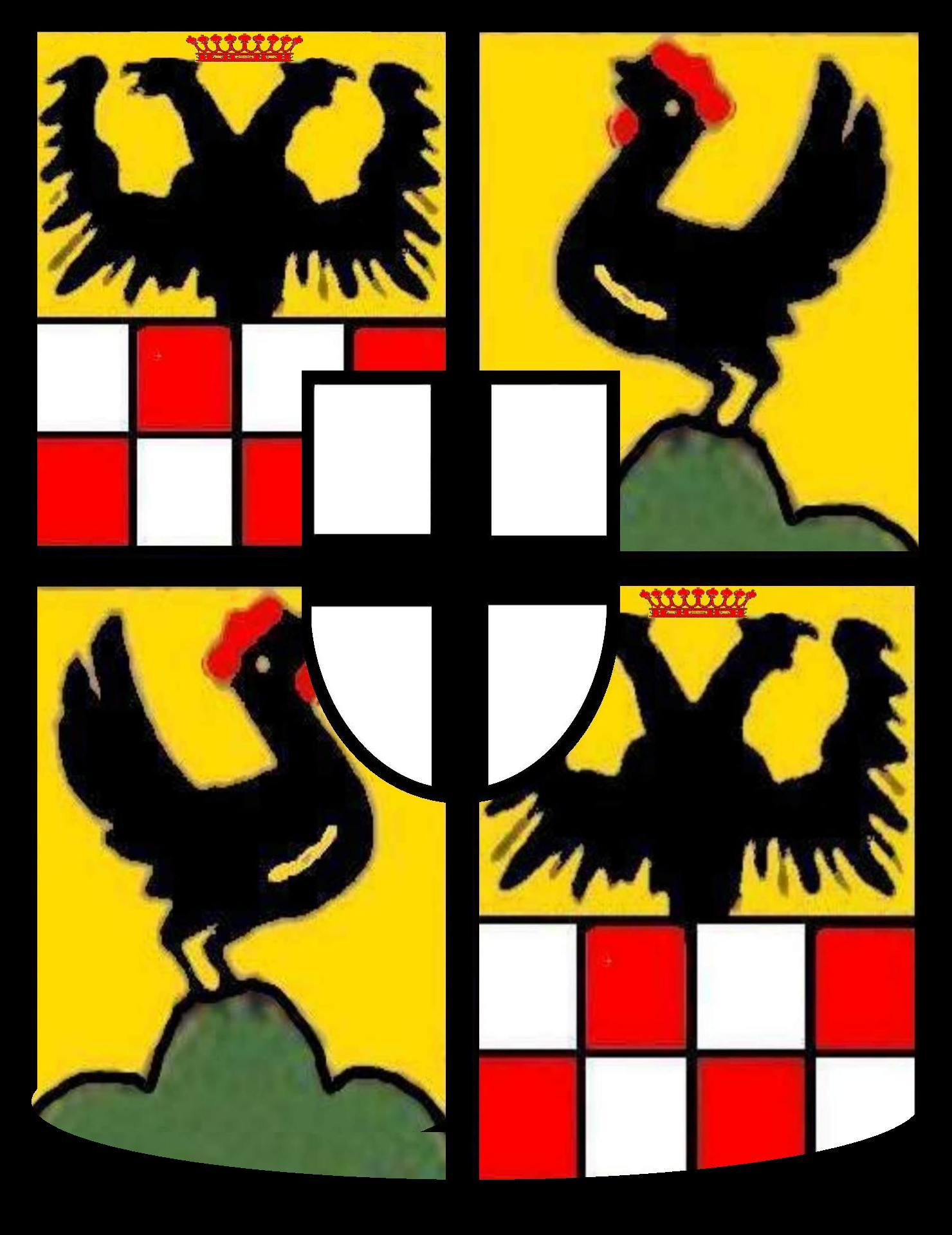
Wappen Johann II. von Henneberg-Schleusingen, Fürstabt von Fulda 1472–1513

Johann II. von Henneberg-Schleusingen (* 2. Juli 1439; † 20. Mai 1513 in Fulda) war 1472 bis 1513 Fürstabt des Klosters Fulda.

## Herkunft
Johann entstammte der von Graf Berthold V. von Henneberg 1274 gestifteten Line der Grafen von Henneberg-Schleusingen.
Sein Vater war Wilhelm II. von Henneberg-Schleusingen (1415–1444); er verstarb am 8. Januar 1444 an den Folgen eines Jagdunfalls.
Seine Mutter war Katharina von Hanau (1408–1460), Tochter des Grafen Reinhard von Hanau und der Katharina von Nassau-Beilstein.
Sie hatten sechs Kinder, der älteste Wilhelm III. von Henneberg-Schleusingen (1434–1480) heiratete 1469 Herzogin Margarethe von Braunschweig-Wolfenbüttel (1451–1509). Wilhelm verstarb 1480 in Salurn, als er sich auf dem Rückweg seiner Romwallfahrt befand. Seine Schwester Margarete von Henneberg-Schleusingen (1437–1482) war Benediktinerin im Kloster Stadtilm. Die beiden jüngeren Geschwister Margareta von Henneberg-Schleusingen (1437–1444) und Berthold von Henneberg-Schleusingen (1441–1446) starben bereits im Kindesalter. Berthold XIV. von Henneberg-Schleusingen (1443–1495) war Propst von St. Stephan in Bamberg und Margarethe von Henneberg-Schleusingen (1444–1485) heiratete Graf Günther XX. (XXXVI.) von Schwarzburg-Arnstadt (1439–1503).

## Leben
Graf Johann II. von Henneberg-Schleusingen, von 1465 bis 1473 auch Herr zu Osterburg; zusammen mit seinem Bruder Berthold empfängt er am 14. Oktober 1452 auf Burg Mainberg vom Würzburger Weihbischof Johannes Hutter, OFM die Tonsur (Niedere Weihen). Er wird Pfarrer von Schmalkalden und überlässt die Pfarrei wenig später dem Priester Johann Ernis gegen eine Jahresrente von 45 fl. Von Papst Nikolaus V. erhält er am 26. Juli 1453 Exspektanzen auf Domkanonikate in Mainz und Würzburg.  Bereits im Alter von 22 Jahren Domherr in Straßburg. Am 6. April 1454 wird er Domherr in Köln, im Wintersemester 1454/55 immatrikulierte er sich, zusammen mit seinem Bruder Berthold, an der Universität Erfurt. Auf das ihm von seinem Bruder Wilhelm III. am 3. Juni 1457 verliehene Schmalkaldener Kanonikat verzichtete er bereits wenige Tage später. Bereits 1456 wurde er Domherr in Mainz, wurde Domherr in Bamberg und 1458 Dompropst in Eichstätt, 1461 Domherr in Trier und 1462 Chor- und Domherr in Würzburg. Im Jahre 1467 eilte er dem Fürstabt von Fulda Reinhard von Weilnau zu Hilfe dessen Gebiet von Heinrich III., Landgraf von Hessen überfallen wurde. Es gelang ihn zu schlagen und wieder zu vertreiben. Zum Dank erhielt der Henneberger die Grafschaften Ziegenhain und Nidda zum Lehen. 1469 wurde er Feldhauptmann des Abts von Fulda, der ihn 1470 zum Koadjutor einsetzte.
Das Kapitel der Reichsabtei wählte 1472 den Koadjutor Johann II. Graf von Henneberg-Schleusingen zum Fürstabt von Fulda. Der umsichtige und prunklos lebende Abt konnte trotz drückenden Geldmangels verpfändete Besitzungen wieder auslösen. 1492 stiftete er den Orden des heiligen Simplicius.
Im Jahre 1507 bestellte Fürstabt Johannes II. von Henneberg-Schleusingen Hartmann II. Burggraf von Kirchberg zu seinem Koadjutor. Er verstarb am 20./26. Mai 1513 und wurde im Dom zu Fulda beigesetzt.

## Wappen
Der Wappenschild geviert mit Herzschild zeigt in Feld 1 und 4 oben geteilt in Gold einen wachsenden schwarzen Doppeladler darüber schwebend eine (rote Grafen)-Krone und unten Rot/Silber in zwei Reihen geschacht; in Feld 2 und 3 in Gold auf grünem Dreiberg eine schwarze Henne mit rotem Kamm und rotem Kehllappen, in Feld 3 gewendet (gefürstete Grafen von Henneberg-Schleusingen). Der Herzschild in Silber/Weiß ein schwarzes durchgehendes Kreuz (Fürstabtei Fulda).